# Melbourne Miller
Melbourne George „Dusty” Miller – jamajski perkusista, znany przede wszystkim jako członek riddim bandu The Fire House Crew; często angażowany również jako solowy muzyk sesyjny.
Wziął udział w nagraniach na kilkaset różnych albumów, w przeważającej większości z gatunku reggae i dancehall.